# Préfecture de Binah
Binah est une préfecture située dans la région de la Kara, au Togo. Pagouda est le chef-lieu de la préfecture de Binah. Binah se compose de neuf cantons. Il s'agit respectivement de : Pagouda, Kétao, Pessaré, Lama-Dessi, Boufalé, Solla, Sirka, Kémérida et Pitikita. 

## Villes et villages
Alemande, Aloumboukou, Assire, Boufale, Dewa, Farende, Kadianga, Kagnissi, Kawa, Kemerida, Ketao, Koloum, Konfesse, Koudja, Koukoude, Pagouda, Pessere, Siou Kawa, Sirka, Sola, Solla, Sonde, Tereouda, Tialaide, Tikarè N'Djeï. 